# Zatoka Karkinicka
Zatoka Karkinicka (ukr. Каркінітська затока Karkinitśka zatoka, ros. Каркинитский залив Karkinitskij zaliw, krym. Karkinit körfezi) – zatoka u wybrzeży Ukrainy, stanowi część Morza Czarnego. Wcina się na 118 km w nasadę Półwyspu Krymskiego. Głębokość maksymalna zatoki do 36 m. Wgłębia się w ląd na 118,5 km. Głębokość części zachodniej zatoki dochodzi do 36 m, a wschodniej do 10 m.
Nad zatoką leżą porty Skadowsk (największy) i Chorły, oraz miasta Armiańsk i Krasnoperekopsk.
Wraz z Zatoką Dżaryłgacką stanowi ustanowiony w 1976 roku obszar wodno-błotny o znaczeniu międzynarodowym konwencji ramsarskiej, którego powierzchnia wynosi 147 556,7 ha. Obie zatoki od 2000 roku są również ostoją ptaków IBA Karkinits'ka and Dzharylgats'ka bays organizacji BirdLife International.